# مابل لوزانو
مابل لوزانو (بالإسبانية: Mabel Lozano)‏ هي كاتبة وممثلة ومخرجة أفلام إسبانية وناشطة في الدفاع عن حقوق المرأة، ولدت يوم 28 ديسمبر 1967 في طليطلة في إسبانيا.

## روابط خارجية
- مابل لوزانو على موقع IMDb (الإنجليزية)
- مابل لوزانو على موقع قاعدة بيانات الفيلم (الإنجليزية)